# Viols-le-Fort
 Viols-le-Fort  es una población y comuna francesa, situada en la región de Occitania, departamento de Hérault, en el distrito de Montpellier y cantón de Saint-Martin-de-Londres.

## Demografía
| 371 | 358 | 412 | 493 | 670 | 852 |
| Para los censos de 1962 a 1999 la población legal corresponde a la población sin duplicidades (Fuente: INSEE [Consultar]) |     |     |     |     |     |